# 277 Park Avenue
277 Park Avenue is een wolkenkrabber in de Amerikaanse stad New York. De bouw van de kantoortoren, die aan 277 Park Avenue staat, begon in 1958 en werd in 1963 voltooid. Op 13 juli 1964 werd het gebouw geopend, dat vroeger bekendstond als het Chemical Bank New York Trust Building. Later werd het kantoorgebouw het Donaldson, Lufkin & Jenrette Building of het DLJ Building genoemd.
277 Park Avenue is 209,4 meter hoog en telt 50 verdiepingen. Het heeft een totale oppervlakte van 164.206 vierkante meter en is door Emery Roth & Sons in de Internationale Stijl ontworpen.